# Baytown
Baytown é uma cidade localizada no estado norte-americano do Texas, no Condado de Chambers e Condado de Harris. Foi fundada em 1822.

## Demografia
Segundo o censo norte-americano de 2000, a sua população era de 66.430 habitantes.
Em 2006, foi estimada uma população de 68.714, um aumento de 2284 (3.4%).

## Geografia
De acordo com o United States Census Bureau tem uma área de 85,9 km², dos quais 84,6 km² cobertos por terra e 1,3 km² cobertos por água.

## Localidades na vizinhança
O diagrama seguinte representa as localidades num raio de 16 km ao redor de Baytown. 